# مانس زلمرلو
مانس زلمرلو (به سوئدی: Måns Zelmerlöw) (زاده ۱۳ ژوئن ۱۹۸۶) خوانندهٔ و بازیگر سوئدی است.
مانس مسابقات آیدل سال ۲۰۰۵ میلادی در آمریکا را با عنوان پنجمی به پایان رساند.او در سال ۲۰۱۵ برنده مسابقه یوروویژن شد.